# Alexandre Delettre
Alexandre Delettre (* 25. Oktober 1997 in Gonesse) ist ein französischer Radrennfahrer, der auf der Straße aktiv ist.

## Sportlicher Werdegang
Nach dem Wechsel in die U23 fuhr Delettre bis 2020 zunächst auf Vereinsebene und nahm vorrangig an Rennen des nationalen Kalenders teil, wo er insbesondere 2019 und 2020 wiederholt Podiumsplatzierungen einfuhr. Nachdem er bereits 2019 als Stagiaireeingesetzt wurde, erhielt er zur Saison 2021 einen Vertrag beim französischen UCI ProTeam Delko. Hier machte er durch einige gute Platzierungen auf sich aufmerksam, unter anderem durch den sechsten Platz bei Polynormande und einen dritten Etappenrang beim Arctic Race of Norway. Nach Auflösung des Teams Delko stieg er in der Folgesaison in die UCI WorldTour auf und wurde Mitglied im Team Cofidis. In den zwei Jahren bei Cofidis blieb er jedoch ohne zählbare Erfolge. Den Giro d’Italia 2023, seine erste Grand Tour, beendete er auf dem 88. Platz.
Nachdem sein Vertrag nicht verlängert worden war, wechselte Delettre 2024 auf die kontinentale Ebene und wurde Mitglied bei St. Michel-Mavic-Auber 93. Mit dem Team nahm er vorrangig an den französischen Rennen der UCI Europe Tour und UCI ProTour teil und erreichte in seiner bis dahin besten Saison zahlreiche Top-10-Platzierungen, unter anderem als Zweiter von Boucles de l’Aulne und Sechster der Gesamtwertung der Vier Tage von Dünkirchen. Im Juli gewann er sein erstes internationales Rennen, als er die zweite Etappe der Tour Alsace für sich entschied und einen Tag die Gesamtführung innehatte. Nach seinen Ergebnisse kehrte er zur Saison 2025 bei Team TotalEnergies in den professionellen Radsport zurück.

## Erfolge
2021
- Bergwertung Étoile de Bessèges

2024
- eine Etappe Tour Alsace

## Grand Tour-Platzierungen
| Grand Tour            | 2023 | 2024 | 2025 |
| --------------------- | ---- | ---- | ---- |
| Giro d’ItaliaGiro     | 88   | –    | –    |
| Tour de FranceTour    | –    | –    | 55   |
| Vuelta a EspañaVuelta | –    | –    |      |